# Paulus Æmilius Irving
Pour les articles homonymes, voir Irving.
Paulus Æmilius Irving (Dumfriesshire, Écosse, 23 septembre 1714 - en Angleterre, 22 avril 1796) était un militaire et administrateur colonial britannique.

## Biographie
Il participa à la prise de Québec en septembre 1759 avec le grade de major. En octobre suivant il fut nommé quartier-maître général et membre du Conseil militaire qui assistait le gouverneur de Québec James Murray. Lors de l'installation d'un gouvernement civil (la Province de Québec) en août 1764, il devint membre du Conseil de la province. Il avait alors le grade de lieutenant-colonel.
Lorsque le gouverneur Murray fut rappelé en Grande-Bretagne en juin 1766, Irving hérita du poste d'administrateur de la province, en attendant l'arrivée du nouveau lieutenant-gouverneur Guy Carleton. Celui-ci arriva à Québec le 23 septembre 1766. Irving fut donc responsable de la Province de Québec pendant trois mois.
Toujours membre et même doyen du Conseil de la province sous Carleton, Irving fut identifié au French party, c'est-à-dire ceux qui tendaient à défendre les droits des habitants Français face aux marchands britanniques. En partie pour cette raison, il se heurta à Carleton qui le destitua de son poste au Conseil à la fin d'octobre 1766. Il contesta son renvoi devant les autorités britanniques, mais avant que ses démarches puissent aboutir, il repassa en Angleterre avec son régiment en juillet 1768.
Plus tard, en 1771, il fut nommé lieutenant-gouverneur de Guernesey.